# Ron Vlaar
Ron Peter Vlaar (Hensbroek, 16 de fevereiro de 1985) é um ex-futebolista neerlandês que atuava como zagueiro.

## Clubes
Vlaar começou sua carreira assinando seu primeiro contrato ainda juvenil com o AZ Alkmaar no ano de 2002. Depois de seguidas lesões, conseguiu estrear finalmente pelo time contra o RKC Waalwijk em 23 de abril de 2005. Depois, fez seu debut na Copa da UEFA contra o Sporting CP, já pelas semi-finais da competição. Poucas partidas foram o suficiente para chamar a atenção de Marco van Basten, treinador da seleção neerlandesa de futebol. Sua primeira convocação veio no jogo contra a Romênia pelas eliminatórias em 2005, porém ele não atuou. Sua primeira aparição como titular da seleção nacional foi em 8 de outubro de 2005, contra a República Tcheca.
Durante a temporada 2005/06, seu bom futebol despertou o interesses de grande clubes da Europa, como Tottenham, Ajax e Feyenoord. Porém, ele optou pelo último clube, assinando um contrato no dia 1 de janeiro de 2006.
Em 15 de julho de 2012, o Feyenoord confirmou que Vlaar tinha viajado para Birmingham para dialogar com o treinador do Aston Villa, Paul Lambert, para uma possível transferência. Em 1 de agosto de 2012, juntou-se oficialmente ao Aston Villa, assinando um contrato de três anos.

## Seleção Neerlandesa
Depois da temporada 2006, Vlaar fez parte do grupo da seleção neerlandesa sub-21 que conquistou o título europeu de sua categoria na final contra a Ucrânia. Em 2007, Vlaar foi o capitão do time que defendeu o título, dessa vez disputado em seu país natal. O zagueiro também fez parte da seleção que bateu Israel (por 1–0) e Portugal (por 2–1) assegurando vaga para as Olimpíadas 2008. Na final da competição, seu time foi campeão novamente batendo a Sérvia na final por 4–1, porém machucado, ele não participou da partida.
Participou e todas as partidas dos Países Baixos na Copa do Mundo de 2014, competição que ficou em terceiro lugar, ganhando na disputa do terceiro lugar de 3–0 do Brasil.

## Títulos
Feyenoord
- KNVB Cup: 2007–08

Seleção Neerlandesa
- Campeonato Europeu Sub-21: 2006, 2007